# István Horthy
István Horthy de Nagybánya (Pola, 9 dicembre 1904 – Alekseevka, 20 agosto 1942) è stato un militare, aviatore e politico ungherese, figlio maggiore del Reggente del Regno d'Ungheria, l'ammiraglio Miklós Horthy, si distinse come aviatore e pilota da caccia durante la seconda guerra mondiale. Fortemente antinazista, filoamericano, critico delle politiche antisemite adottate sia dalla Germania che dal governo ungherese fu nominato Vicereggente il 19 febbraio 1942, ricoprendo tale incarico sino alla data della sua morte, avvenuta per incidente aereo.

## Biografia

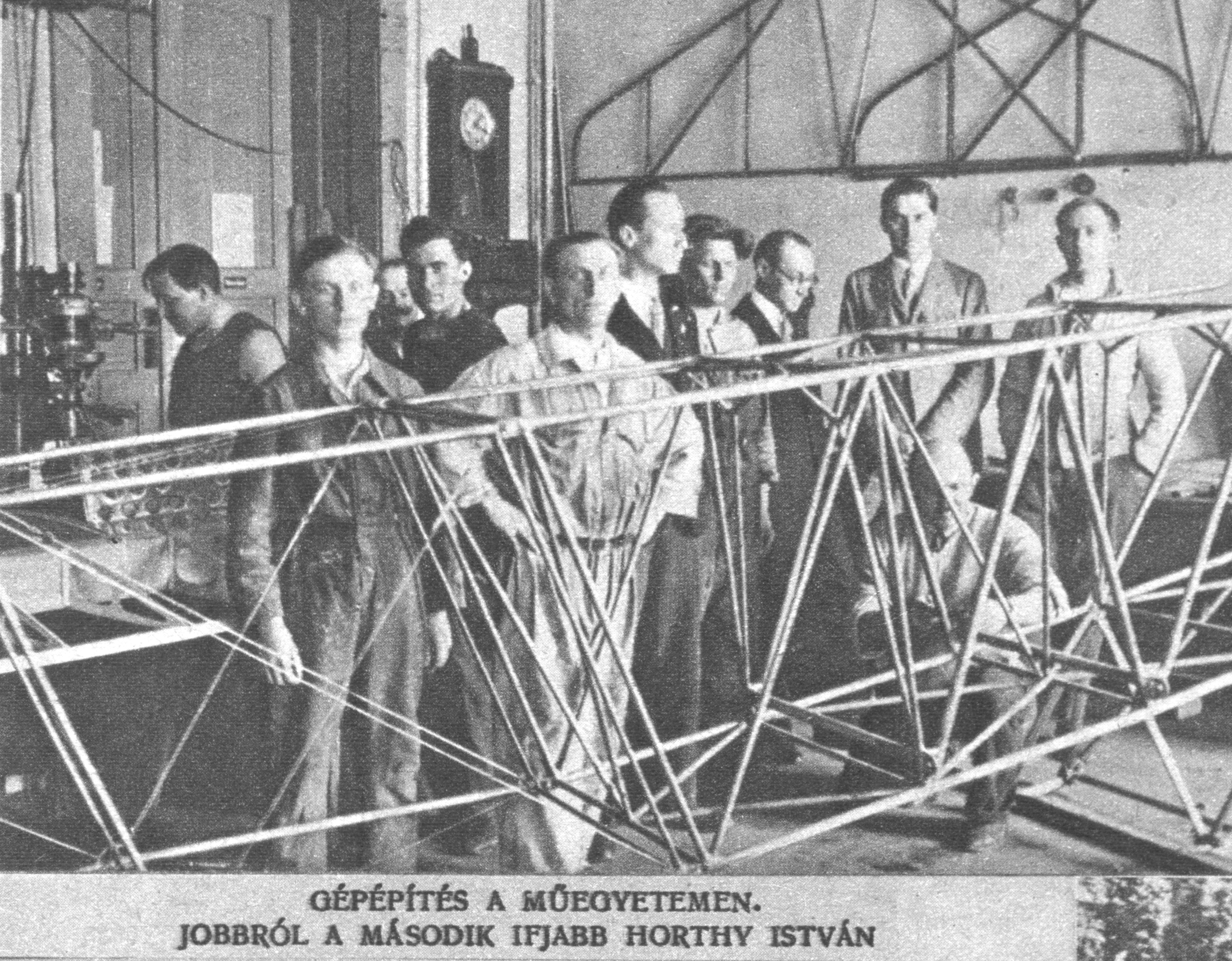
Costruzioni di velivoli presso l'università tecnica, István Horthy e il secondo a destra.

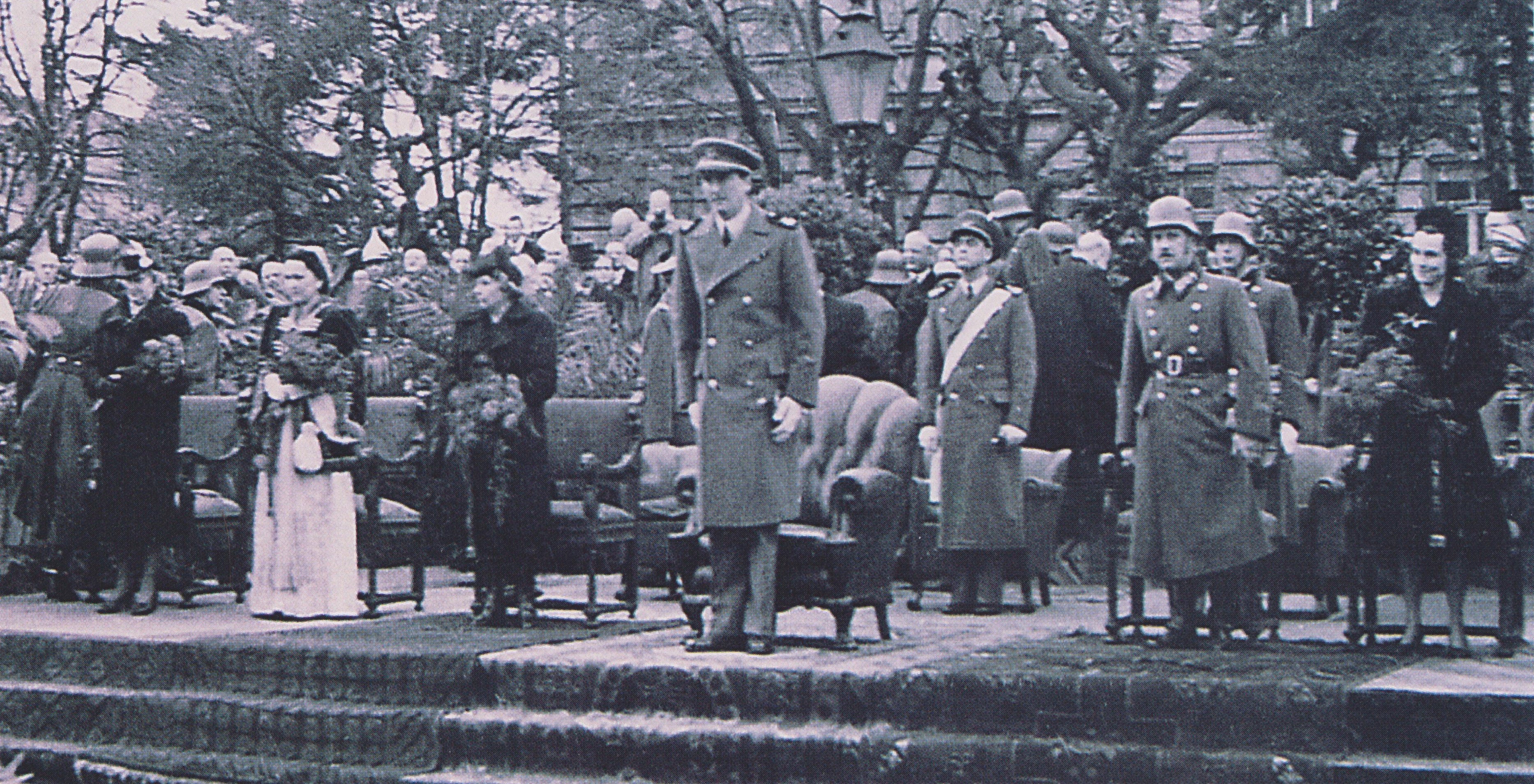
Cerimonia di premiazione a Kassa (Kosice) nel marzo 1942. Da destra Lujza Szomjas, moglie di Lakatos; il comandante di corpo d'armata Géza Lakatos, e il Vice reggente István Horthy.

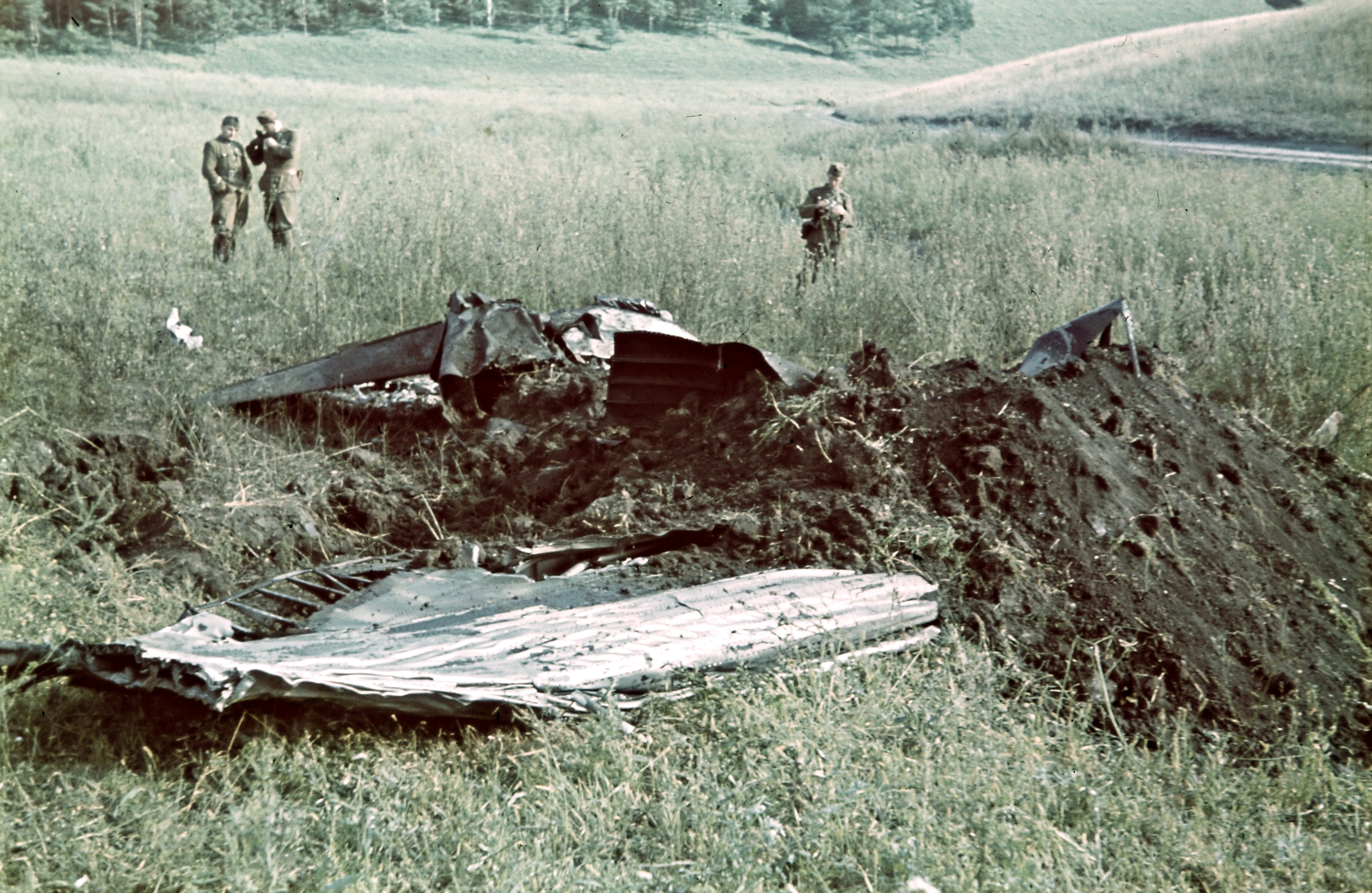
Il relitto del caccia Heja II.

Nacque a Pola, nell'allora Impero austro-ungarico, il 9 dicembre 1904, figlio di Miklós, ufficiale di carriera della k.u.k. Kriegsmarine, e della signora Magdolna Purgly. In gioventù sia lui, sebbene fosse protestante, che suo fratello minore Miklós Jr. erano membri attivi dell'Associazione cattolica degli scout ungheresi (Magyar Cserkészszövetség).
Laureatosi in ingegneria meccanica nel 1928, lavorò poi presso il reparto di produzione dei motori aeronautici della fabbrica Manfréd Weiss. L'anno successivo intraprese un viaggio negli Stati Uniti d'America dove lavorò dapprima come semplice operaio, e poi come progettista, presso una fabbrica della Ford a Detroit, nel Michigan. Ritornato in Ungheria andò a lavorare presso la fabbrica di produzione ferroviaria MÁVAG. Posto a capo della squadra di progettazione venne coinvolto in molti importanti realizzazioni, come la locomotiva a vapore MÁV 424.
Tra il 1934 e il 1938 fu amministratore delegato dell'azienda, e dal 1938 fino alla sua morte direttore generale della società. Dal febbraio 1940 assunse anche la presidenza della MÁVAG. Con la sua nomina il governo ungherese ruppe una lunga tradizione che vedeva posto alla presidenza delle ferrovie dello stato un politico non tecnico. Il ministro del commercio József Varga giustificò la sua nomina con le sue indubbie qualità umane.
Il 27 aprile 1940 sposò la contessina Ilona Edelsheim-Gyulai (1918-2013), da cui il 17 gennaio 1941 ebbe un figlio, István Horthy Jr. de Nagybánya. I due fecero una lunga luna di miele in Medio Oriente e Nord Africa  volando su un aereo pilotato da lui.
Fortemente antinazista, filoamericano, non esitava a criticare in pubblico la politica della Germania di Adolf Hitler. All'inizio degli anni quaranta del XX secolo l'élite governativa dell'Ungheria, a causa della malattia del Reggente Horthy, era molto preoccupata per la sua successione. Nel 1941 fu nominato Segretario di stato, e il 19 febbraio 1942 fu ufficialmente istituita per lui la carica di vicereggente, che gli diede grande popolarità presso l'opinione pubblica ungherese. Eletto per acclamazione dal parlamento, contro di lui vi furono solo le proteste dell'estrema destra del Partito delle Croci Frecciate di Ferenc Szálasi, che non esitò ad attaccarlo pubblicamente. Tale elezione fu valutata negativamente dal ministro della propaganda tedesco Joseph Goebbels che il 4 febbraio scrisse sul suo diario: una brutta notizia per la Germania.
Visse l'entrata in guerra contro l'Unione Sovietica del Regno d'Ungheria, avvenuta il 27 giugno 1941, come una tragedia, e criticò aspramente le politiche antisemite e discriminatorie adottate dal governo ungherese.
L'anno successivo partì volontario per combattere sul fronte orientale con il grado di primo tenente in forza alla squadriglia da caccia della Magyar Királyi Honvéd Légierő. Tale unità era assegnata a protezione della 2. magyar hadsereg del colonnello generale Gusztáv Jány. Durante la sua permanenza al fronte criticò violentemente la politica antisemita dei tedeschi, le uccisioni indiscriminate degli ebrei ungheresi al seguito dell'armata e dei civili, arrivando a metterlo per iscritto nelle lettere che scriveva a suo padre. Si convinse, e delle stessa idea era sua moglie, che la Germania avesse già perso la guerra ed era deciso che al suo ritorno in Patria si sarebbe recato in Inghilterra o negli Stati Uniti d'America per preparare il cambio di schieramento dell'Ungheria a favore degli Alleati attraverso i suoi contatti (in linea con la politica del Primo Ministro Miklós Kállay).

### La morte
Arrivato a Szolnok il 1 maggio 1942 iniziò subito l'addestramento al pilotaggio del caccia monomotore MÁVAG Héja II che terminò dopo un mese. Arrivato al fronte il 2 luglio, assegnato al 1/1.Vadászszázad, effettuò la sua prima missione il 4 dello stesso mese. Conseguì la sua prima vittoria aerea il 6 agosto, e il giorno 15 usufruì di una breve licenza di tre giorni per recarsi a Kiev ed incontrare la moglie. Il giorno 16 il primo ministro Kállay ordinò espressamente al generale Jány, con un telegramma arrivato al quartier generale dell'armata, che il vicereggente fosse allontanato definitivamente dalla zona di operazioni e fatto rientrare in Ungheria.  Jány informò personalmente il vicereggente della decisione di Kállay il giorno 19, che però, rientrato presso la sua unità in tarda serata non informò il maggiore Kálmán Csukás  dei nuovi ordini ricevuti. Nella mattinata del giorno dopo decollò con il suo aereo per effettuare una missione di scorta a un ricognitore Heinkel He 46 del 3/2 Közelfelderítő-Század. Si trattava della sua venticinquesima missione. Mentre circuitava sull'aeroporto, insieme all'aereo del tenente Nemeslaki, in attesa del ricognitore ,il suo velivolo, alle 05:07, effettuò una virata stretta e precipitò al suolo da un'altezza di 300 metri incendiandosi nell'impatto. Il pilota decedette sul colpo. La zona fu subito messa in sicurezza e sorvegliata da guardie armate, mentre i tecnici ispezionavano il relitto del velivolo senza trovare tracce di sabotaggio. Il sito fu visitato, nel pomeriggio, anche dal colonnello generale Jány che informò subito dell'accaduto il primo ministro Kallay. Il guardiamarina Wágner, pilota del ricognitore, dichiarò che dall'aereo era partito un razzo di segnalazione all'inizio del secondo giro di vite dello Heja II (matricola V.421), mentre l'aereo si trovava ancora in posizione orizzontale. Dopo aver interrogato i testimoni oculari, la commissione d'inchiesta guidata dal tenente colonnello András Sándor identificò l'aereo come la causa più probabile dell'incidente, a causa di una virata troppo stretta, con il pilota che non era stato in grado di far uscire il caccia dalla vite a causa della quota troppo bassa. Il suo corpo fu successivamente tumulato nella tomba di famiglia posta nel cimitero di Kenderes.
Il 15 ottobre 1942 István Horthy fu commemorato con l'apposita emissione di un francobollo.

### Annotazioni
1. ↑  Tale dichiarazione di guerra fu unilateralmente proclamata dal primo ministro László Bárdossy, che fu poi costretto alle dimissioni da Horthy, che era contrario, e sostituito da Miklós Kállay.
2. ↑  L'altro pilota di caccia, Nemeslaki, aveva chiesto invano a Horthy di aumentare la quota di volo.
3. ↑  I caccia Reggiane Re.2000 del primo lotto erano arrivati dall'Italia privi di corazzatura per il pilota, e per ovviare a ciò i tecnici ungheresi avevano installato sia sugli aerei prodotti in Italia che su quelli prodotti su licenza una piastra di acciaio dietro al seggiolino del pilota, spostando così il baricentro del velivolo e rendendolo più incline ad andare in stallo.

### Fonti
1. ↑  Kursietis 2013, p. 5.
2. 1 2 3  Findagrave.
3. ↑  Wilson 1959, p. 81.
4. 1 2 3 4 5 6 7 8 9 10 11 12 13 14 15 16 17 18 19 20 21 22 23  Oringo.
5. 1 2 3  Neulen 2000, p. 127.
6. ↑  https://colnect.com/en/stamps/stamp/179998-Istv%C3%A1n_Horthy_son_of_Mikl%C3%B3s_Horthy-The_Death_of_Istv%C3%A1n_Horthy_1904-1942-Hungary Francobollo commemorativo.